# Брустон Милс (Западна Вирџинија)
Брустон Милс (енгл. Bruceton Mills) град је у америчкој савезној држави Западна Вирџинија.

## Демографија
По попису из 2010. године број становника је 85, што је 11 (14,9%) становника више него 2000. године.
| Група             | 2000.       | 2010.       |
| Белци             | 74 (100,0%) | 85 (100,0%) |
| Афроамериканци    | 0 (0,0%)    | 0 (0,0%)    |
| Азијати           | 0 (0,0%)    | 0 (0,0%)    |
| Хиспаноамериканци | 0 (0,0%)    | 0 (0,0%)    |
| Укупно            | 74          | 85          |